# Kappa2 Apodis
Kappa2 Apodis (κ2 Apodis, förkortat Kappa2 Aps, κ2 Aps), som är stjärnans Bayer-beteckning, är en dubbelstjärna i den mellersta delen av stjärnbilden Paradisfågeln. Den har en skenbar magnitud på +5,65 och är svagt synlig för blotta ögat där ljusföroreningar ej förekommer. Baserat på parallaxmätningar i Hipparcos-uppdraget på 4,2 mas beräknas den befinna sig på ca 780 ljusårs (240 pc) avstånd från solen. 

## Egenskaper
Primärstjärnan Kappa2 Apodis A är en blå till vit stjärna av spektralklass B7 III-IV, vilket tyder på att den kan ligga i ett mellanstadium mellan en underjätte och en jättestjärna. Den har en radie som är ca 5 gånger större än solens radie och utsänder ca 350 gånger mera energi än solen från dess fotosfär vid en effektiv temperatur på ca 10 200 K.
Den svagare följeslagaren,Kappa2 Apodis B är en stjärna i huvudserien av spektralklass K0 V. Den har en skenbar magnitud på 12,5 och en vinkelseparation av 15 bågsekunder från primärstjärnan.